# بیمه دندانپزشکی
بیمه دندانپزشکی (انگلیسی: Dental insurance) نوعی از بیمه سلامت است که برای پوشش بخشی از هزینه‌های مرتبط با مراقبت‌های دندان‌پزشکی طراحی شده است. در ایالات متحده، انجمن دندان‌پزشکان آمریکا با پوشش بیمه دندانپزشکی برای همه دریافت‌کنندگان مدیکر توسط دولت مخالفت کرده است. همچنین، دو سوم دندانپزشکان در ایالات متحده بیمه دندانپزشکی از طریق مدیکید را نمی‌پذیرند. مدیکید مراقبت‌های اولیه و اضطراری دندانپزشکی را برای کودکان پوشش می‌دهد، اما برای بزرگسالان تنها مراقبت‌های اضطراری را شامل می‌شود.
طرح‌های بیمه دندانپزشکی غرامت معمولاً درصدی از هزینه خدمات را به دندانپزشک پرداخت می‌کنند. این طرح‌ها ممکن است شامل محدودیت‌هایی مانند نیاز به پرداخت سهم بیمار، دوره انتظار، فرانشیز مشخص، سقف سالانه، مقیاس‌های درصدی تدریجی بر اساس نوع عمل، و مدت زمان مالکیت بیمه‌نامه باشند. در مقابل، سازمان‌های نگهداری سلامت دندان طرح‌هایی هستند که در آن‌ها دندانپزشکان با یک شرکت بیمه دندانپزشکی قرارداد می‌بندند و موافقت می‌کنند که تعرفه‌های بیمه را بپذیرند و به مشتریان خود به عنوان ارائه‌دهنده درون شبکه، هزینه‌های کمتری برای خدمات ارائه دهند. بسیاری از طرح‌های سازمان‌های نگهداری سلامت دندان دوره‌های انتظار کم یا بدون دوره انتظار و بدون محدودیت سقف سالانه دارند و کارهای دندانپزشکی اصلی را تقریباً از ابتدای دوره بیمه‌نامه پوشش می‌دهند.
شبکه ارائه‌دهنده مشارکت کننده نیز که به عنوان سازمان ارائه‌دهنده ترجیحی نیز شناخته می‌شود، سازمانی است که توسط پزشکان، بیمارستان‌ها و سایر ارائه‌دهندگان مراقبت‌های بهداشتی اداره می‌شود. این سازمان با یک شرکت بیمه یا اداره‌کننده شخص ثالث قراردادی دارد تا بیمه درمانی را با نرخ‌های کاهش‌یافته به افراد مرتبط با مشتریان خود ارائه دهد. طرح‌های سازمان ارائه‌دهنده ترجیحی می‌توانند شبیه به سازمان‌های نگهداری سلامت دندان عمل کنند، با این تفاوت که امکان استفاده از ارائه‌دهندگان خارج از شبکه یا غیرمشارکتی نیز وجود دارد. در این حالت، هرگونه تفاوت در هزینه‌ها به عهده بیمار خواهد بود، مگر اینکه خلاف آن مشخص شده باشد.
شرکت‌های بیمه دندانپزشکی مزایا، خدمات یا روش‌ها را به دسته‌هایی تقسیم کرده و با کد ۳–۴ رقمی انجمن دندان‌پزشکان آمریکا به آنها اشاره می‌کنند. به عنوان مثال، مراقبت پیشگیرانه پزشکی و تشخیصی اغلب شامل معاینات، اشعه ایکس و تمیز کردن دندان‌هاهستند. روش‌های پایه شامل پرکردن دندان، لثه‌درمانی، ریشه‌درمانی و جراحی دهان و فک و صورت می‌شوند. روش‌های اصلی نیز اغلب شامل روکش دندان، دندان مصنوعی و ایمپلنت دندان هستند. برخی از طرح‌های بیمه دندانپزشکی ممکن است دارای سقف مزایای سالانه باشند. پس از اتمام این سقف، هرگونه درمان اضافی به عهده بیمار خواهد بود. هر سال، سقف سالانه مجدداً صادر می‌شود که تاریخ صدور مجدد ممکن است بر اساس سال تقویمی، سال مالی شرکت یا تاریخ ثبت‌نام در طرح خاص متفاوت باشد.